# H.D.
H.D. (pseudônimo de Hilda Doolittle; Bethlehem, Pensilvânia, 10 de setembro de 1886 – Zurique, Suíça, 27 de setembro de 1961) foi uma poetisa, romancista e memorialista estadunidense conhecida por ser membro do grupo dos poetas imagistas, ao lado de Ezra Pound e Richard Aldington.
H.D. nasceu em 1886 na Pensilvânia e se mudou para Londres em 1911, onde suas publicações lhe renderam um papel central dentro do então incipiente movimento imagista. Uma figura carismática, ela foi apadrinhada pelo poeta modernista Ezra Pound, que foi de grande importância na construção e consolidação de sua carreira. De 1916 a 1917, ela atuou como editora literária da revista The Egoist, ao passo em que sua poesia foi publicada em The English Review e The Transatlantic Review. Durante a Primeira Guerra Mundial, H.D. sofreu com a morte do irmão e com o fim de seu casamento com o poeta Richard Aldington; tais eventos influenciaram bastante sua poesia. Segundo Glenn Hughes, pesquisador sobre o imagismo, "sua solidão grita para fora de seus poemas". H.D. possuía um interesse profundo pela literatura da Grécia Antiga e sua poesia evocava temas emprestados da mitologia grega e dos poetas clássicos. Sua obra é conhecida por incorporar cenas e objetos naturais, que são utilizados para representar um sentimento ou estado de espírito particular.
A poetisa fez amizade com Sigmund Freud durante a década de 1930, e se tornou sua paciente com a finalidade de tentar entender e expressar sua bissexualidade. H.D. se casou apenas uma vez e teve vários relacionamentos heterossexuais e lésbicos. Ela não possuía remorsos quanto a sua sexualidade e acabou se tornando um ícone para os movimentos gay e feminista quando seus poemas, peças, cartas e ensaios foram redescobertos nas décadas de 1970 e 1980.

## Carreira

### Primeiros anos
Hilda Doolittle nasceu na comunidade moraviana de Bethlehem, cidade localizada na região do vale Lehigh na Pensilvânia. Seu pai, Charles Doolittle, era um professor de astronomia na Universidade Lehigh e sua mãe, Helen Wolle, era uma moraviana com um grande interesse pela música. Em 1896, Charles Doolittle foi nomeado professor de astronomia na Universidade da Pensilvânia e a família se mudou para uma casa no município de Upper Darby, próximo à cidade da Filadélfia. Hilda frequentou a Friends' Central High School, na Filadélfia, nas ruas 15 e Race, se graduando em 1905. Em 1901, ela conheceu e fez amizade com Ezra Pound, que desempenharia papel proeminente em sua vida pessoal e profissional. Em 1905, Pound a presenteou com um maço de poemas românticos sob o sugestivo título de Hilda's Book.
No mesmo ano, Hilda passou a frequentar o Bryn Mawr College para estudar literatura grega, mas abandonou após apenas três períodos devido a suas notas baixas e sua saúde precária. Na faculdade, ela conheceu os poetas Marianne Moore e William Carlos Williams. Seus primeiros escritos publicados, algumas histórias para crianças, apareceram em The Comrade, jornal da Igreja Presbiteriana da Filadélfia, entre 1909 e 1913, a maioria deles sob o pseudônimo de Edith Gray. Em 1907 ela ficou noiva de Pound. Seu pai, no entanto, desaprovava a união e, à época da partida de Pound para a Europa em 1908, o noivado já tinha sido cancelado. Nesse período, H.D. começou um relacionamento com Frances Josepha Gregg, uma jovem estudante de arte na Academia da Pensilvânia de Belas Artes. Após passar parte de 1910 morando no bairro boêmio de Greenwich Village, em Nova Iorque, a poetisa viajou para a Europa com Gregg e a mãe desta em 1911. Na Europa, H.D. começou a levar mais a sério sua carreira de escritora. Seu relacionamento com Gregg esfriou e ela conheceu uma entusiasta da literatura chamada Brigit Patmore, com a qual teve um caso. Patmore apresentou H.D. a outro poeta, Richard Aldington.

### Movimento imagista
Logo após chegar à Inglaterra, H.D. mostrou a Pound alguns dos poemas que havia escrito. A esta altura, Pound já havia começado a se encontrar com outros poetas no restaurante Eiffel Tower no Soho. Ele ficou impressionado com a semelhança dos poemas de H.D. com as ideias e princípios que debatia com Aldington, com quem planejava reformar a poesia da época através do uso de versos livres, de tanka e do cerramento e da concisão do haiku, com a remoção de todo o palavreado desnecessário. No verão de 1912 os três poetas se declararam "os três imagistas originais" e definiram seus princípios:
1. Tratamento direto da "coisa", seja subjetiva ou objetivamente;
2. Não usar absolutamente nenhuma palavra que não contribua para a apresentação;
3. Em relação ao ritmo: compor na sequência do verso musical, não na sequência de um metrônomo.[10][11]

Durante um encontro com H.D. numa sala de chá perto do Museu Britânico naquele ano, Pound adicionou a assinatura H.D. Imagiste aos poemas dela, criando um rótulo que a poetisa manteve durante a maior parte de sua carreira de escritora. No entanto, H.D. contou diferentes versões desta história durante sua vida e também utilizou diferentes pseudônimos durante sua carreira. Naquele mesmo ano, Harriet Monroe fundou a revista Poetry e pediu que Pound atuasse como editor estrangeiro da publicação. Em outubro, ele apresentou seis poemas – três de H.D. e três de Aldington – sob a rubrica Imagiste. Os poemas de Aldington saíram na edição de novembro da revista e os poemas de H.D., "Hermes of the Ways", "Orchard" e "Epigram", na edição de janeiro de 1913. O imagismo foi enfim lançado como um movimento literário, tendo na figura de H.D. sua principal expoente.
A inspiração inicial do movimento era a poesia japonesa; H.D. frequentemente visitava a sala de impressão no Museu Britânico na companhia de Aldington e do curador e poeta Laurence Binyon para examinar impressões Nishiki-e que incorporavam a poesia tradicional japonesa. No entanto, ela também inspirava sua escrita nas leituras que fazia da literatura grega clássica, em especial de Safo, um interesse que ela dividia com Pound e Aldington, sendo que cada um deles produziu novas versões para a obra da poetisa grega. Em 1915 H.D. e Aldington lançaram a Série de traduções dos poetas, panfletos com traduções de clássicos da literatura grega e latina. H.D. trabalhou nas peças de Eurípides, publicando em 1916 uma tradução dos refrãos de Ifigénia em Áulide, em 1919 a tradução de refrãos de Hipólito, em 1927 uma adaptação de Hipólito intitulada Hippolytus Temporizes, em 1931 uma tradução dos refrãos de As Bacantes e de Hécuba e em 1937 uma tradução livre de Ion intitulada Euripides' Ion.
Ela continuou associada ao grupo dos imagistas até a publicação da edição da antologia Some Imagist Poets em 1917. Ela e Aldington fizeram a maior parte do trabalho editorial da antologia de 1915. Seu trabalho também apareceu em Imagist Anthology 1930, publicado por Aldington. Toda sua poesia até o final da década de 1930 foi escrita no estilo imagista, valendo-se do uso livre da linguagem e de uma vernaculidade clássica, austera. Este estilo de escrita não era livre de críticos. Numa edição especial da revista The Egoist dedicada ao movimento, em maio de 1915, o poeta e crítico Harold Monro chamou o trabalho inicial de H.D. de "poesia mesquinha", que denota "tanto pobreza de imaginação quanto contenção desnecessariamente excessiva".
Oréade, um de seus primeiros e mais conhecidos poemas, publicados na antologia de 1915, ilustra seu estilo inicial:
     Turbilhone-se, mar—

     Revolva seus pinheiros pontiagudos.

     Borrifa seus grandes pinheiros

     Em nossos rochedos.

     Precipite seu verde sobre nós—

     Cubra-nos com suas poças de pináceas.

### Primeira Guerra Mundial e depois

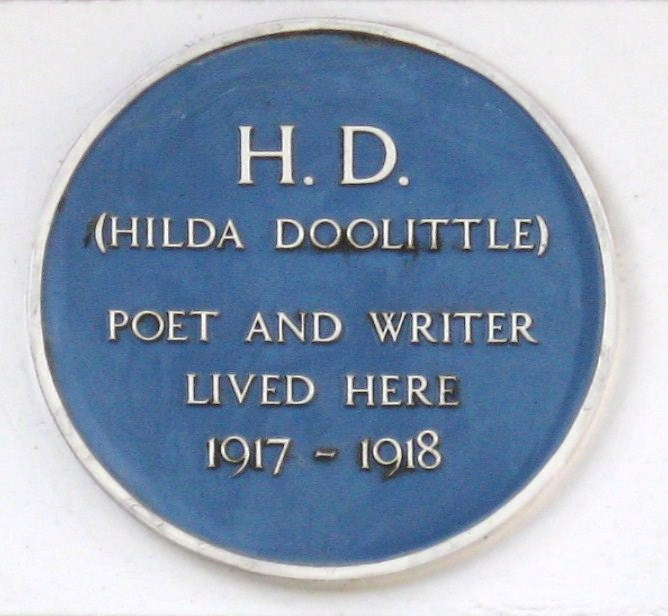
Placa indicando a casa de H.D., na Mecklenburgh Square em Londres.

Antes da Primeira Guerra Mundial, H.D. se casou com Aldington em 1913; no entanto, o primeiro e único filho deles, uma menina, morreu ainda no útero em 1915. Aldington se alistou no exército. O casal se afastou e Aldington teria mantido uma amante em 1917. H.D. se envolveu numa relação próxima, mas apenas platônica, com D. H. Lawrence. Em 1916, seu primeiro livro, Sea Garden, foi publicado e ela foi nomeada editora-assistente da The Egoist no lugar de seu marido. Em 1918, seu irmão Gilbert foi morto na guerra e, em março, ela se mudou para um chalé com o compositor Cecil Gray, um amigo de Lawrence. Ela engravidou dele, mas, quando H.D. percebeu que estava grávida, o relacionamento já havia esfriado e Gray já havia retornado para Londres. Quando Aldington voltou da guerra, ele ficou traumatizado com o fato e os dois se separaram.
Perto do fim da guerra, H.D. conheceu a rica novelista inglesa Bryher (psudônimo de Annie Winifred Ellerman). Elas moraram juntas até 1946, mas ambas tiveram vários outros companheiros. Bryher continuou sendo a amante de H.D. até o final da vida desta última. Em 1919, H.D. teve grandes complicações e quase morreu ao dar à luz a filha Frances Perdita Aldington — que leva o sobrenome de seu marido à época, embora o pai seja Gray; ela havia contraído a gripe espanhola no hospital. Durante este período, seu pai, que nunca havia se conformado com a morte de Gilbert, faleceu. Em 1919, H.D. escreveu uma de suas poucas declarações conhecidas sobre a poética, Notes on Thought and Vision, que só foi publicada em 1982. No texto, ela fala dos poetas (incluindo ela mesma) como pertencentes a uma espécie de grupo de elite de visionários que têm o poder de "virar toda a maré do pensamento humano".
H.D. e Aldington tentaram salvar seu relacionamento nesta época, mas ele estava sofrendo de transtorno de estresse pós-traumático devido a sua participação na guerra e eles se afastaram ainda mais, vivendo vidas completamente independentes; no entanto, só se divorciaram em 1938. Apesar disso, permaneceram amigos pelo resto de suas vidas. A partir de 1920, o relacionamento de H.D. com Bryher se fortaleceu e o casal viajou para o Egito, a Grécia e os Estados Unidos antes de se estabelecer na Suíça. Bryher iniciou um casamento de fachada com Robert McAlmon em 1921, o que permitiu que ele publicasse alguns de seus livros em Paris através da utilização de parte da riqueza pessoal de sua esposa. Tanto Bryher quanto H.D. mantiveram relações sexuais com McAlmon nessa época. Bryher e McAlmon se divorciaram em 1927.

### Romances, filmes e psicanálise
No início da década de 1920, H.D. começou a escrever os esboços de três romances. O primeiro deles, Magna Graeca, consiste de dois volumes: Palimpsest (1921) e Hedylus (1928). O romance Magna Graeca utiliza seus cenários clássicos para explorar a vocação poética de mulheres numa cultura literária patriarcal. O segundo romance, Madrigal, consiste dos volumes HERmione, Bid Me to Live, Paint It Today e Asphodel, e é em grande parte autobiográfico, lidando com o desenvolvimento de uma artista e seus conflitos entre desejos hétero e homossexuais. O terceiro romance, Borderline, traz os volumes Kora and Ka e The Usual Star e foi publicado em 1933. Ainda nesse período, H.D. escreveu Pilate's Wife, Mira-Mare e Nights.
Durante esse período, H.D. perdeu sua mãe e Bryher se divorciou de seu marido para se casar com o novo amante  de H.D., Kenneth Macpherson. H.D., Bryher e Macpherson moravam juntos e viajam pela Europa naquilo que a poetisa e crítica Barbara Guest definiu como um "arranjo de três" na biografia de H.D. que escreveu. Bryher e Macpherson adotaram a filha de H.D., Perdita. Em 1928 H.D. engravidou, mas decidiu abortar em novembro. Bryher e Macpherson fundaram a revista Close Up, para a qual H.D. contribuía regularmente, como forma de discussão intelectual sobre o cinema. Em 1927 os três fundaram uma produtora independente, o Pool Group, com parte da herança de Bryher. Apenas um filme da Pool sobreviveu aos dias atuais Borderline (1930), que trazia H.D. e Paul Robeson nos papéis principais. Assim como o romance Borderline, o filme explora estados psíquicos extremos e a relação destes com a realidade aparente. Além de atuar no filme, H.D. escreveu um panfleto explanatório para acompanhá-lo, mais tarde publicado na revista Close Up.
Em 1933 H.D. viajou para Viena para fazer terapia com Sigmund Freud. Ela havia demonstrado interesse pelas teorias de Freud em 1909, quando havia lido algumas de suas obras originais em alemão. H.D. foi encaminhada a Freud pelo psicanalista de Bryher, segundo o qual ela estava paranoica com a ascensão de Adolf Hitler, que para ela representaria uma nova guerra mundial, uma ideia que H.D. considerava intolerável. A Grande Guerra (Primeira Guerra Mundial) havia deixado os sentimentos de H.D. despedaçados. Ela perdeu um irmão no conflito, seu ex-marido sofria de trauma devido a suas experiências no campo de batalha e, além disso, H.D. acreditava que a matança da guerra foi responsável pela morte de sua filha com Aldington; ela afirmava que ficou tão chocada ao ouvir a notícia do bombardeamento do RMS Lusitania que isso causou a morte de sua filha no útero. O livro Writing on the Wall, suas memórias sobre a psicanálise, foi escrito ao mesmo tempo que sua Trilogia e publicado em 1944; em 1956 foi republicado com Advent, um diário da terapia, sob o título Tributo a Freud.

### Segunda Guerra Mundial e depois
Assim como H.D. havia previsto, a ascensão de Hitler provocou a eclosão de um conflito armado de escala mundial. Durante toda a Segunda Guerra Mundial, H.D. e Bryher permaneceram em Londres. Foi neste período que H.D. escreveu o livro The Gift, uma coleção de memórias de sua infância e vida familiar em Bethlehem, na Pensilvânia, um registro das pessoas e dos eventos em seu passado que levaram-na a se tornar uma escritora. The Gift foi publicado em 1960 e depois em 1982. Ela também escreveu sua Trilogia (1944) – publicada sob o título de The Walls do not Fall –, Tribute to the Angels (1945) e The Flowering of the Rod (1946). Os primeiros versos de The Walls do not Fall indicam clara e diretamente o rompimento de H.D. com seu estilo anterior de escrita:
     Um incidente aqui e ali,

     e os trilhos partem (para armas)

     da sua (e da minha) praça antiga da cidade.
Após a guerra, H.D. e Bryher deixaram de morar juntas, mas mantiveram contato. H.D. se mudou para a Suíça onde, na primavera de 1946, sofreu um colapso nervoso, que resultou na sua internação numa clínica até outono do mesmo ano. Com exceção de algumas viagens para os Estados Unidos, H.D. passou o resto de sua vida na Suíça. No final da década de 1950, ela retomou a terapia, desta vez com o psicanalista Erich Heydt. Por sugestão de Heydt, ela escreveu End to Torment, coleção de memórias de seu relacionamento com Pound, que permitiu que os poemas de seu Hilda's Book fossem incluídos no livro da amiga. H.D. foi uma das figuras principais da cultura boêmia de Londres nas primeiras décadas do século XX. Sua poesia posterior explora temas épicos tradicionais, tais como violência e guerra, de uma perspectiva feminista. H.D. foi a primeira mulher a receber uma medalha da Academia Americana de Artes e Letras.

### Últimos anos e morte
Durante a década de 1950, H.D. escreveu um número considerável de poemas, sendo Helen in Egypt (escrito entre 1952 e 1954) sua obra mais notável deste período; nela, analisa a poesia épica, centrada no homem, sob um ponto de vista feminista. H.D. utilizou a peça euripidiana Helena como ponto de partida para a reinterpretação da Guerra de Troia e, por extensão, dos conflitos armados. Esta obra tem sido encarada por alguns críticos, tais como Jeffrey Twitchell-Waas, como uma resposta de H.D. a Os Cantos de Pound, um trabalho que ela admirava muito. Outros poemas deste período incluem Sagesse, Winter Love e Hermetic Definition. Eles foram publicados postumamente sob o título coletivo de Hermetic Definition (1972). O poema Hermetic Definition tem como ponto de partida o amor de H.D. por um homem 30 anos mais novo e o verso "como demora a rosa para abrir" do Canto 106 de Pound. Sagesse, escrito na cama após H.D. ter quebrado seu quadril numa queda, serve como uma espécie de coda para Trilogia, sendo parcialmente narrado por uma sobrevivente da Blitz que teme a explosão de uma bomba nuclear. Winter Love foi escrito junto com End to Torment e tem como narradora a figura homérica de Penélope, que reafirma o material do livro de memórias em forma poética. Em determinado momento, H.D. considerou anexar este poema como um coda de Helen in Egypt.
H.D. visitou os Estados Unidos em 1960 para receber uma medalha da Academia Americana de Artes e Letras]]. Ao retornar para a Suíça, sofreu um ataque cardíaco em julho de 1961 e morreu alguns meses depois no Klinik Hirslanden em Zurique. Suas cinzas foram enviadas para Bethlehem, onde foram enterradas no túmulo de sua família no cemitério Nisky Hill em 28 de outubro de 1961. Seu epitáfio consiste dos seguintes versos de seu poema "Let Zeus Record":
     Então, você pode dizer,

     Flor grega, êxtase grego

     Reivindica para sempre

     Alguém que morreu

     Após a medida perdida

     De uma canção intricada.

## Legado
H.D. começou a ser redescoberta nos anos 1970, o que coincidiu com a emergência de uma crítica feminista que passou a admirar muito seus questionamentos sobre as identidades de gênero. Tais críticos, que buscavam questionar a visão-padrão do movimento modernista anglófono baseado nas obras de autores masculinos como Pound, Elliot e James Joyce, conseguiram restaurar a posição significativa que H.D. ocupava na história daquele movimento. Seus escritos serviram de modelo para um número significativo de poetisas recentes que compõem com base na tradição modernista, tais como a nova-iorquina Barbara Guest, a anglo-americana Denise Levertov, a poetisa de Black Mountain Hilda Morley e a poetisa Language Susan Howe. Sua influência, no entanto, não se limita a autores do sexo feminino e poetas como Robert Duncan e Robert Creeley reconheceram sua influência.

## Obras

### Coletâneas de poemas
- Sea Garden (1916)
- The God (1917)
- Translations (1920)
- Hymen (1921)
- Heliodora and Other Poems (1924)
- Hippolytus Temporizes (1927)
- Red Roses for Bronze (1932)
- The Walls Do Not Fall (1944)
- Tribute to the Angels (1945)
- Trilogy (1946)
- Flowering of the Rod (1946)
- By Avon River (1949)
- Helen in Egypt, New Directions (1961)
- Hermetic Definition, New Directions (1972)

### Prosa
- Notes on Thought and Vision (1919)
- Paint it Today (escrito em 1921, publicado em 1992)
- Asphodel (escrito em 1921–22, publicado em 1992)
- Palimpsest (1926)
- Kora and Ka (1930)
- Nights (1935)
- The Hedgehog (1936)
- Tribute to Freud (1956)
- Bid Me to Live (1960)
- End to Torment: A Memoir of Ezra Pound, New Directions (1979)
- HERmione, New Directions (1981)
- The Gift, New Directions (1982)
- Majic Ring (escrito em 1943–44, publicado em 2009)
- The Sword Went Out to Sea (escrito em 1946–47, publicado em 2007)
- White Rose and the Red (escrito em 1948, publicado em 2009)
- The Mystery (escrito em 1948–51, publicado em 2009)